# Syngonanthus arenarius
Syngonanthus arenarius är en gräsväxtart som först beskrevs av George Gardner, och fick sitt nu gällande namn av Wilhelm Willy Otto Eugen Ruhland. Syngonanthus arenarius ingår i släktet Syngonanthus och familjen Eriocaulaceae.

## Underarter
Arten delas in i följande underarter:
- S. a. arenarius
- S. a. heterophyllus